# East Berbice-Corentyne
East Berbice-Corentyne (Regiunea 6) este o regiune a Guyanei, aflată în estul țării. Aceasta acoperă o suprafață de 36.234 km². Se învecinează cu Oceanul Atlantic la nord, cu Surinam la est, cu Brazilia la sud și cu regiunile Mahaica-Berbice, Upper Demerara-Berbice, Potaro-Siparuni și Upper Takutu-Upper Essequibo la vest.
Aici se află așezări precum New Amsterdam, Corriverton, Guyana și Rose Hall.
Râul Corentyne formează întreaga frontieră estică cu Surinamul, deși partea cea mai sudică este un teritoriu disputat cunoscut sub numele de Regiunea Tigri.
Indienii tamili sunt majoritari în această regiune.

## Populație
Guvernul Guyanei a organizat trei recensăminte oficiale începând cu reformele administrative din 1980, în 1980, 1991 și 2002. În 2012, populația din East Berbice-Corentyne a fost înregistrată ca fiind de 109.431 de locuitori. Înregistrările oficiale ale recensămintelor  pentru populația din regiunea East Berbice-Corentyne sunt următoarele:
- 2012: 109.431
- 2002: 123.695
- 1991: 142.541
- 1980: 152.386